# Duetræ
Duetræ (Davidia involucrata) er et lille, løvfældende træ med en regelmæssig, pyramidal vækst, som dog senere bliver mere rund. arten anses for at være en tertiær relikt.

## Beskrivelse
Stammen er kort, og grenbygningen er vandret og åben. Barken er først glat og lysegrøn, men snart bliver den lysebrun med lysere korkporer. Ældre grene bliver grålige, men stadig med tydelige korkporer. Knopperne sidder spredt, og de er kegleformede og glatte. Hen på foråret kan nogle knopper blive næsten røde på lyssiden. Bladene er ægformede med savtakket rand. Oversiden er rent grøn, mens undersiden er lysegrøn.
Blomstringen sker i maj-juni, og den består af kuglerunde, røde hoveder med mange små enkeltblomster, der består af talrige hanblomster, men kun én hunblomst. Hver blomsterstand er ledsaget af et snehvidt, næsten helrandet højblad. Frugten er en stenfrugt, der kan minde noget om en valnød.
Rodnettet består af kraftige og tykke hovedrødder, der når dybt ned. Finrødderne ligger højt og er følsomme overfor sammenpresning af jorden.
Højde x bredde og årlig tilvækst: 12 x 6 m (30 x 15 cm/år). Målene kan anvendes ved udplantning.

## Hjemsted
Arten hører hjemme i blandede løvskove i Sichuan- og Hubeiprovinserne i Vestkina.
Den vokser bl.a. på stejle skråninger på Emei Shan i højder mellem 900 og 1200 m, hvor man finder højt pH-niveau og et stort indhold af tilgængeligt calcium og magnesium i overjorden. Det skyldes, at undergrunden består af kalksten og dolomit, og netop under disse vilkår har de tertiære arter (som duetræ) kunnet overleve.
I Emei Shan vokser den sammen med andre relikter bl.a. Eucommia ulmoides, Hedera nepalensis var. sinensis, den kinesiske variant af hjertetræ, kinesisk korktræ, Tetracentron sinense og Trefingret Akebia.

## Relikt
arten anses for at være et tertiært relikt, som kun har klaret sig i det botaniske hot spot i Sichuan.
- Duetræ - Davidia involucrata